# Талліннська телевежа
Талліннська телевежа досягає у висоту 314 метрів. Є найвищою в північних країнах. Видимість до берега Фінляндії. Телевежа була побудована до літньої Олімпіади 1980 року у Москві.

### Історія будівництва
Вежу спроєктували архітектори Девід Базіладзе та Юрій Сініс. Наріжний камінь було закладено 30 вересня 1975 року, і будівлю було відкрито 11 липня 1980 (хоча перша передача відбулася в 1979 році). Телевежу було побудовано із залізобетонних кілець 50 см, які важать в цілому 17 000 метричних тонн, а загальна вага вежі становить близько 20 тисяч тонн. Вежа пережила пожежу на етапі будівництва.

### Оглядовий майданчик
Оглядовий майданчик на 21 поверсі перебуває на 170 м над землею, і має діаметр 38 м, де розташований ресторан. Вежа була закрита для публіки з 26 листопада 2007 року..

### 1991 оборона Естонії
Широко відомий звіт розповідає про декілька радіослужбовців, які у 1991 році ризикували своїми життями для захисту вільних ЗМІ відродженої Естонської Республіки. Вони розмістили коробку між дверима ліфта і рамою таким чином, щоб ліфт не працював, змушуючи радянські війська лазити на кожну з приблизно 1 000 східців. У розпорядженні операторів також була система пожежогасіння, що видаляє кисень. Проте невідомо, чи функціонувала система, чи це був блеф; введення системи в роботу б задушило всіх всередині вежі, включаючи тих, хто намагався її захистити. Історія відома в Естонії; він також є частиною фільму серпня 1991 року і докладно згадується в документальному фільмі «Співоча революція».

### Використання
Телевежа знаходиться поруч з Талліннським ботанічним садом. Телевежа є одним із символів Таллінна. Вона є найвищою телевежею Балтійського регіону і довгий час була третьою у світі за висотою. Башта передає сигнали на канали ЕТВ (Естонське телебачення), TV3 і Kanal 2 (Канал 2) Телевежа служить для трансляції естонських телеканалів і радіостанцій, а також використовується як щогла мобільного зв'язку.
26 травня 2008 року була виставлена на продаж за 70 млн крон (4,5 млн євро). За таку суму запропонував талліннській мерії купити вежу власник об'єкта — компанія AS Levira.
FM станції:
- Vikerraadio,
- Raado 2,
- Radio 4,
- Klassikaraadio,
- Raadio Tallinn,
- Raadio 7,
- Maania,
- Energy,
- Sky,
- Sky +,
- Російське радіо,
- Uuno,
- Uuno +,
- Raadio 100,
- Eeva,
- Kuku,
- Star FM,
- Power Hit radio